# Commelina virginica
Commelina virginica es una planta perenne herbácea de la familia  Commelinaceae. 

## Distribución y hábitat
Es nativa del este de Estados Unidos. Prefiere suelos húmedos. 

## Descripción
Se diferencia de otras especies de este género porque tiene rizomas perennes. En su lugar de origen florece de julio a septiembre. Las flores son hermafroditas, con tres pétalos azules.
La planta fue descripta por Lineo en 1762 en la segunda edición de Species Plantarum.

## Sinonimia
- Commelina caerulea Salisb. (1796).
- Commelina longifolia Michx. (1803), nom. illeg.
- Commelina hirtella Vahl (1805).
- Commelina truncata Willd. (1814).
- Commelina caripensis Kunth in F.W.H.von Humboldt (1816).
- Commelina deficiens Herb. (1826).
- Commelina deficiens Hook. (1826).
- Commelina auriculata E.Mey. in C.Presl (1828).
- Allotria scabra Raf. (1837).
- Eudipetala deficiens (Hook.) Raf. (1837).
- Commelina virginica var. latifolia Torr. in W.H.Emory (1858).[2]

## Resistencia alglifosato
Puede resistir más de 6 L de glifosato 48 %.